# تخيلات
تخيلات (بالإسبانية: Ficciones)‏ هي المجموعة الأكثر شعبية من القصص القصيرة للكاتب والشاعر الأرجنتيني خورخي لويس بورخيس، تم إصدارها بين عامي 1941 و1956. نُشرت الترجمة الإنجليزية في عام 1962. رفع الكتاب بورخيس إلى الشهرة الأدبية في جميع أنحاء العالم في الستينيات، كما شهرته العديد من القصص منها «الدنو من المعتصم».

## خلفية

### النشر
في عام 1941، تم نشر المجموعة الثانية من خيالات. احتوت على ثمانية قصص. في عام 1944، تمت إضافة قسم جديد بعنوان الحيل، يحتوي على ستة قصص. أعطيت هذه القصص لقب تخيلات. أضاف بورخيس ثلاث قصص أخرى إلى قسم الحيل في طبعة 1956.

## الاسلوب
تخيلات يؤكد ويدعو الانتباه إلى طبيعتها الخيالية. إن اختيار واستخدام الأجهزة الأدبية واضح في القصص. تشرح نعومي ليندستورم أن بورخيس رأى جهداً لجعل القصة تبدو طبيعية «كإفقار لإمكانيات الخيال وتزوير شخصيتها الفنية.»

## الاستقبال
تخيلات أصبح واحد من كتب لوموند المائة للقرن.

## روابط خارجية
- تخيلات على موقع الموسوعة البريطانية (الإنجليزية)